# Neotheronia lineata
Neotheronia lineata là một loài tò vò trong họ Ichneumonidae.